# 朱陛
朱陛（1592年—1630年），字伯升，號圆峤，浙江宁波府鄞县（今属浙江省宁波市海曙区）军籍。明朝政治人物。

## 生平
天啓元年（1621年）辛酉科顺天鄉試舉人，天啓二年（1622年）壬戌科三甲四十九名進士。都察院观政，最初担任江西安福知县，增运船价以苏运军之苦，禁私桶折乾及验米色，以清漕运之弊。次年丁艰，服阕，六年（1626年）起补安徽休宁知县，新学宫，礼贤士，立法征收，不扰于民。濬河渠，缮社坛，决讼明敏，崇祯三年（1630年）积劳致疾而卒。

## 家族
父朱勋，字定国，万历二十五年举人，历官靖江知县、松江府同知。

## 墓葬
朱陛墓位于今海曙区集士港镇四明山村庙夹岙，占地720平方米，为浙江省文物保护单位。